# 日本飼料ターミナル
日本飼料ターミナル株式会社（読みは「にっぽんしりょうターミナル」、「にほんしりょうターミナル」のいずれか不明）は、日本全国の15鉄道駅で配合飼料用のサイロを運営していた会社である。国鉄と飼料メーカー各社の出資で1969年（昭和44年）に設立されたが、配合飼料鉄道輸送の不振を受けて1986年（昭和61年）に解散した。

## 歴史

### 設立
昭和30年代まで、配合飼料は主に袋詰めで出荷され、有蓋車や一般のトラックで輸送されていた。しかしながら、鶏卵・鶏肉の消費拡大につれて、養鶏業は大規模化し、配合飼料の大口需要家が出現すると、大口需要家に対しては、包装の手間、積み卸しの手間、使用に際して袋を破る手間を削減できるばら積み輸送が求められるようになった。
国鉄は、1966年（昭和41年）に30t積ホッパ車・ホキ2200形を製作し、これを使って穀物・飼料のばら積み輸送を試験した。1967年（昭和42年）に農林省（現・農林水産省）が配合飼料のばら積み輸送を許可したので、国鉄は配合飼料のばら積み輸送を本格的に開始した。そして、配合飼料の到着駅の荷役設備を整備すべく、1969年（昭和44年）に日本飼料ターミナルを設立した。
国鉄は当時、鉄道貨物輸送の効率化を目指して、物資別適合輸送と称する施策を実施していた。物資別適合輸送の内容の第1は、効率的な輸送と機械荷役を可能にする専用貨車を物資の性質に合わせて開発するというものであり、ホキ2200形式の開発もその一環であった。
また、物資別適合輸送の内容の第2は、大量かつ計画的に出荷される物資の発着駅を集約し、発着駅は機械荷役設備を設置した基地とし、専用貨車で組成された直行列車を基地間に設定するというものであった。基地の設備は、特定少数の荷主が専用するものではあるが、1社のみが使用するものでもないので、基地の設置・運営は国鉄と荷主各社との共同出資による会社が行うのが適当であるとされた。日本飼料ターミナルは国鉄と飼料メーカー各社の出資で設立された会社であり、配合飼料の基地を設置・運営することを目的とした。

### 斜陽化および廃業
会社は1969年度（昭和44年度）から1976年度（昭和51年度）までの間に全国に15か所の基地を建設した。各基地に設置されたサイロは合計512基であった。会社の取扱高は1972年度（昭和47年度）に50万トン、1973年度（昭和48年度）に62万トンと増え、1978年度（昭和53年度）には73万7255トンのピークを迎えたが、当時は同時にモータリゼーションが進行しており当初期待されたほどの取扱高ではなかったようである。
その後、道路整備が着実に進められたこと、繰り返される労働争議と運賃値上げで国鉄が荷主の信頼を失ったこと、養鶏業の集積地が移動したこと等の事情により、日本飼料ターミナルの取扱高は急速に減少した。取扱高は1982年度（昭和57年度）には42万トンであったものの、同年11月にはダイヤ改正で多くのローカル線の貨物列車が廃止され、その中には竹松駅のある大村線、下土狩駅のある御殿場線も含まれていたため、竹松、下土狩の基地では鉄道による入荷が不可能になった。これらの事情によって1984年（昭和59年）より休止される基地が続出し、1985年度（昭和60年度）には7基地で17.8万トンを取り扱ったのみであった。会社は昭和61年11月ダイヤ改正の前日を以って廃業および解散した。

## 基地
日本飼料ターミナルの基地は、国鉄所有の未活用地を有効活用することを原則として、駅構内に設置された。基地には容量20トンのサイロが4基以上設置された。配合飼料の混合を避けるため、基地を利用する荷主（飼料メーカー）ごとにピット（ホキ2200形式の取り出し口から排出される飼料を受ける設備）が設置された。ピットで受けられた配合飼料は、サイロに貯蔵され、需要に応じてトラックに積み込まれて出荷された。
1969年度（昭和44年度）
- 竹松駅（長崎県、大村線）- 7月25日開業
- 下土狩駅（静岡県、御殿場線）
- 熊本駅（熊本県、鹿児島線）- 10月16日開業
- 倉賀野駅（群馬県、高崎線）- 11月11日開業
- 帯広駅（北海道、根室線）- 11月19日開業
- 豊橋駅（愛知県、東海道線）- 12月9日開業
- 内原駅（茨城県、常磐線）

1970年度（昭和45年度）
- 伊集院駅（鹿児島県、鹿児島線）
- 高鍋駅（宮崎県、日豊線）
- 村崎野駅（岩手県、東北線）
- 尻内駅（現・八戸駅。青森県、東北線）

1971年度（昭和46年度）
- 三股駅（宮崎県、日豊線）
- 宇都宮貨物ターミナル駅（栃木県、東北線）

1973年度（昭和48年度）
- 出水駅（鹿児島県、鹿児島線）

1976年度（昭和51年度）
- 郡山貨物ターミナル駅（福島県、東北線）

なお、日本オイルターミナルとセメントターミナルは、到着基地の設置・運営だけでなく、専用貨車の所有もしているのに対して、日本飼料ターミナルは到着基地を設置・運営するのみで、貨車を所有していなかった。日本飼料ターミナルの基地への入荷には、国鉄所有のホキ2200形式が使われた。